# Medalla linneana
La Medalla linneana, en anglès: Linnean Medal, (més exactament la medalla d'or) s'atorga per la Linnean Society of London des de 1888. Recompensava en anys alterns un botànic i un zoòleg. Des de 1958, recompensa el mateix any els dos especialistes. Fins a l'any 1976 era d'or d'on li ve el seu antic nom de “Medalla d'or de la Societat linneana”.

## Llista de laureats
- 1888: Sir Joseph Dalton Hooker (1817-1911) i Sir Richard Owen (1804-1892)
- 1889: Alphonse Pyrame de Candolle (1806-1893)
- 1890: Thomas Henry Huxley (1825-1895)
- 1891: Jean-Baptiste Édouard Bornet (1828-1911)
- 1892: Alfred Russel Wallace (1823-1913)
- 1893: Daniel Oliver (1830-1916)
- 1894: Ernst Haeckel (1834-1919)
- 1895: Ferdinand Julius Cohn (1828-1898)
- 1896: George James Allman (1812-1898)
- 1897: Jakob Georg Agardh (1813-1901)
- 1898: George Charles Wallich (1815-1899)
- 1899: John Gilbert Baker (1834-1920)
- 1900: Alfred Newton (1829-1907)
- 1901: Sir George King (1840-1904)
- 1902: Albert von Kolliker (1817-1905)
- 1903: Mordecai Cubitt Cooke (1825-1914)
- 1904: Albert Charles Lewis Günther (1830-1914)
- 1905: Eduard Adolf Strasburger (1844-1912)
- 1906: Alfred Merle Norman (1831-1918)
- 1907: Melchior Treub (1851-1910)
- 1908: Thomas Roscoe Rede Stebbing (1835-1926)
- 1909: Frederick Orpen Bower (1855-1948)
- 1910: Georg Sars (1837-1927)
- 1911: Hermann Maximilian Carl Ludwig Friedrich zu Solms-Laubach (1842-1915)
- 1912: Robert Cyril Layton Perkins (1866-1955)
- 1913: Heinrich Gustav Adolf Engler (1844-1930)
- 1914: Johann Adam Otto Bütschli (1848-1920)
- 1915: Joseph Henry Maiden (1859-1925)
- 1916: Frank Evers Beddard (1858-1925)
- 1917: Henry Brougham Guppy (1854-1926)
- 1918: Frederick DuCane Godman (1834-1919)
- 1919: Sir Isaac Bayley Balfour (1853-1922)
- 1920: Sir Edwin Ray Lankester (1847-1929)
- 1921: Dukinfield Henry Scott (1854-1934)
- 1922: Sir Edward Bagnall Poulton (1856-1943)
- 1923: Thomas Frederic Cheeseman (1846-1923)
- 1924: William Carmichael McIntosh (1838-1931)
- 1925: Francis Wall Oliver (1864-1951)
- 1926: Edgar Johnson Allen (1866-1942)
- 1927: Otto Stapf (1857-1933)
- 1928: Edmund Beecher Wilson (1856-1939)
- 1929: Hugo de Vries (1848-1935)
- 1930: James Peter Hill (1873-1954)
- 1931: Karl Ritter von Goebel (1855-1932)
- 1932: Edwin Stephen Goodrich (1868-1946)
- 1933: Robert Hippolyte Chodat (1865-1934)
- 1934: Sir Sidney Frederick Harmer
- 1935: Sir David Prain (1857-1944)
- 1936: John Stanley Gardiner (1872-1946)
- 1937: Frederick Frost Blackman (1866-1947)
- 1938: D'Arcy Wentworth Thompson (1860-1948)
- 1939: Elmer Drew Merrill (1876-1956)
- 1940: Sir Arthur Smith Woodward (1864-1944)
- 1941: Sir Arthur George Tansley (1871-1955)
- 1942-1945: Attribution suspendue.
- 1946: William Thomas Calman (1871-1952) i Frederick Ernest Weiss (1865-1953)
- 1947: Maurice Caullery (1868-1958)
- 1948: Agnes Arber (1879-1960)
- 1949: David Meredith Seares Watson (1886–1973)
- 1950: Henry Nicholas Ridley (1855-1956)
- 1951: Ole Theodor Jensen Mortensen (1868-1952)
- 1952: Isaac Henry Burkill (1870-1965)
- 1953: Patrick Alfred Buxton (1892-1955)
- 1954: Felix Eugen Fritsch (1879-1954)
- 1955: Sir John Graham Kerr (1869-1957)
- 1956: William Henry Lang (1874-1960)
- 1957: Erik Stensiö (1891-1984)
- 1958: Sir Gavin de Beer (1899-1972) i William Bertram Turrill (1890-1961)
- 1959: Harold Munro Fox (1889-1967) i Carl Johan Fredrik Skottsberg (1880-1963)
- 1960: Libbie Henrietta Hyman (1888-1969) i Hugh Hamshaw Thomas (1885-1962)
- 1961: Edmund William Mason (1890-1975) i Sir Frederick Stratten Russell (1897-1984)
- 1962: Norman Loftus Bor (1893-1972) i George Gaylord Simpson (1902-1984)
- 1963: Sidnie Milana Manton (1902-1979) i William Harold Pearsall (1891-1964)
- 1964: Richard Eric Holttum (1895-1990) i Carl Frederick Abel Pantin (1899-1967)
- 1965: John Hutchinson (1884-1972) i John Ramsbottom (1885-1974)
- 1966: George Stuart Carter (1893-1969) i Sir Harry Godwin (1901-1985)
- 1967: Charles Sutherland Elton (1900-1991) i Charles Edward Hubbard (1900-1980)
- 1968: A. Gragan i Thomas Maxwell Harris (1903-1983)
- 1969: Irene Manton (1904-1988) i Ethelwynn Trewavas (1900-1993)
- 1970: Edred John Henry Corner (1906-1996) i Ernest Ingersoll White (1869-1957)
- 1971: Charles Russell Metcalfe (1904-1991) i J.E. Smith
- 1972: Arthur Roy Clapham (1904-1990) i Alfred Sherwood Romer (1894-1973)
- 1973: George Ledyard Stebbins (1906-2000) i John Zachary Young (1907-1997)
- 1974: E.H.W. Hennig (1913-1976) i Josias Braun-Blanquet (1884-1980)
- 1975: Alexander Stuart Watt (1892-1985) i Philip MacDonald Sheppard (1921-1976)
- 1976: William Thomas Stearn (1911-2001)
- 1977: Ernst Mayr (1904-2005) i Thomas Gaskell Tutin (1908-1987)
- 1978: Karl Olov Hedberg (1923-) i Thomas Stanley Westoll (1912-1995)
- 1979: Robert McNeill Alexander (1934-) i Paul Westmacott Richards (1908-1995)
- 1980: Geoffrey Clough Ainsworth (1905-1998) i Roy Crowson (1914-1999)
- 1981: Brian Laurence Burtt (1913-) i Sir Cyril Astley Clarke (1907-2000)
- 1982: Peter Hadland Davis (1918-1992) Peter Humphry Greenwood (1927-1995)
- 1983: Cecil Terence Ingold (1905-) i Michael James Denham White (1910-1983)
- 1984: John Gregory Hawkes (1915-2007) i J.S. Kennedy
- 1985: Arthur Cain (1921-1999) i Jeffrey B. Harborne
- 1986: Arthur Cronquist (1919-1992) et Percy Cyril Claude Garnham (1901-1994)
- 1987: Geoffrey Fryer et Vernon Hilton Heywood (1927-)
- 1988: John Laker Harley (1911-1990) i Sir Richard Southward
- 1989: William Donald Hamilton (1936-2000) i Sir David Smith
- 1990: Sir Ghillean Tolmie Prance (1937-) i Florence Gwendolen Rees (1906-1994)
- 1991: William Gilbert Chaloner (1928-) i Robert McCredie May, Baron May d'Oxford (1936-)
- 1992: Richard Evans Schultes (1915-2001) et Stephen Jay Gould (1941-2002)
- 1993: Barbara Pickersgill (1940-) et Lincoln Pierson Brower
- 1994: Frank Eric Round (1927-) i Sir Alec John Jeffreys (1950-)
- 1995: Stuart Max Walters (1920-2005) i John Maynard Smith (1920-2004)
- 1996: John Heslop-Harrison (1920-1998) i Keith Vickerman
- 1997: Enrico S. Coen i Rosemary Helen Lowe-McConnell
- 1998: Mark Wayne Chase (1951-) i Colin Patterson (1933-1998)
- 1999: P.B. Tomlinson i Q. Bone
- 2000: B. Verdcourt i M.F. Claridge
- 2001: C.J. Humphries i D.J. Nelson
- 2002: Sherwin Carlquist i W.J. Kennedy
- 2003: Pieter Baas i Bryan Campbell Clarke
- 2004: Geoffrey Allen Boxshall i John Dransfield
- 2005: Paula Rudall i Andrew Smith
- 2006: David J. Mabberley i Richard A. Fortey
- 2007: Phil Cribb i Thomas Cavalier-Smith
- 2008: Jeffrey Duckett i Stephen Donovan
- 2009: Peter Ashton i Michael Akam
- 2010: Dianne Edwards i Derek Yalden